# No (película)

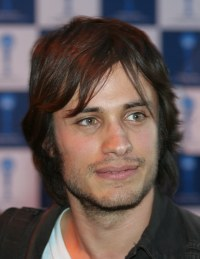
Gael García Bernal, el protagonista de la película.

No es una película chilena de 2012 dirigida por Pablo Larraín y escrita por Pedro Peirano a partir de la obra de teatro inédita El plebiscito de Antonio Skármeta. El filme relata la campaña del No en el plebiscito de 1988 y cuenta con un reparto encabezado por Gael García Bernal, Alfredo Castro, Luis Gnecco, Antonia Zegers y Néstor Cantillana. En enero de 2013, se convirtió en la primera cinta chilena candidata al Óscar a la mejor película extranjera. Televisión Nacional de Chile exhibió en enero de 2014 una serie en cuatro capítulos, «una suerte de versión extendida de la película».

## Antecedentes
La franja publicitaria en televisión fue decisiva para el triunfo de la opción No en el plebiscito de 1988. La campaña tenía como objetivo mostrar la opción del No como alternativa válida para enfrentarse a Pinochet, que encabezaba la opción del Sí. En el plebiscito, llevado a cabo el 5 de octubre de 1988, venció la oposición: del total de votos escrutados, el Sí obtuvo el 43,01 %  y el No, el 54,71 %. Conforme a las disposiciones transitorias de la Constitución, este triunfo implicó la convocatoria de elecciones democráticas conjuntas de presidente y parlamentarios al año siguiente, que conducirían tanto al fin de la dictadura como al comienzo del periodo llamado transición a la democracia el 11 de marzo de 1990.

## Trama
Después de 15 años de dictadura militar y en medio de una considerable presión internacional, el gobierno de Chile debe realizar el plebiscito nacional de 1988, como había quedado establecido en la constitución de 1980. Esta elección definía la continuidad del régimen autoritario, las opciones eran "Si" y "No". La opción "Si" le permitiría al general Augusto Pinochet continuar al mando del país por ocho años más, tras los cuales recién entregaría el poder a la democracia, y la opción "No", que daría el paso a elecciones presidenciales y parlamentarias, y el fin del régimen militar, al año siguiente.
René Saavedra, un exitoso publicista, es abordado por el comité del lado del No para consultas sobre su propuesta publicitaria. A espaldas de su jefe políticamente conservador, Saavedra accede y considera que la publicidad en cuestión es una letanía triste y poco atractiva de los abusos del régimen, creada por una organización que no tiene confianza en sus esfuerzos. Atraído con este desafío de mercadeo y su propio odio a la tiranía de Pinochet, propone con el subcomité de publicidad un enfoque promocional alegre y optimista, destacando conceptos abstractos como "alegría" (canción "Chile, la alegría ya viene") para enfrentar preocupaciones de que votar en un referéndum bajo una notoriamente brutal junta militar podría ser peligroso y políticamente sin sentido.
Aunque Saavedra, su hijo y sus camaradas son eventualmente intimidados por las autoridades mientras que el enfoque de mercadeo heterodoxo es rechazado por algunos miembros del No como una fácil negación de los abusos del régimen, la propuesta es aprobada para la campaña. Eventualmente, el jefe de Saavedra, Lucho, se entera de las actividades de su empleado. Cuando Saavedra rechaza una oferta para volverse socio si renunciaba a la campaña, Lucho va a dirigir la campaña del Sí como un asunto de supervivencia.
La campaña tuvo lugar durante 27 noches de anuncios televisivos, en donde cada lado tenía 15 minutos por noche para presentar su punto de vista. A lo largo de ese mes, la campaña del No, creada por la mayoría de la comunidad artística de Chile, prueba ser efectiva a través de una serie de presentaciones entretenidas y perspicaces que tienen un irresistible encanto para todas las audiencias. En contraste, la campaña del Sí, habiendo extraído solamente datos económicos positivos a su favor y poco personal creativo, es ridiculizada incluso por oficiales del gobierno, siendo considerada como repelentemente ignorante y de mano dura.
Aunque el gobierno trató de interferir con la campaña del No con más intimidación y censura evidente, Saavedra y su equipo usan esas tácticas a su favor en su estrategia de mercadeo y la simpatía pública se inclina hacia ellos. Mientras la campaña se calienta en los días finales con el No respaldado por celebridades internacionales y ampliamente populares conciertos callejeros, incluso los ataques policiales no logran desanimar a la campaña del No, reduciendo al lado del Sí a parodiar desesperadamente los anuncios del No.
En el día del referéndum, temporalmente aparece que el Sí lleva la delantera, pero el resultado final resulta ser una victoria del lado del No. La prueba final solo viene cuando las tropas rodeando el cuartel del No se retiran, mientras se esparce la noticia de que los altos mandos militares chilenos hicieron que Pinochet reconociera el resultado. Después del éxito, Saavedra (indeciso sobre qué pensar al respecto) y Lucho reanudan su trabajo cotidiano en la publicidad, con el comienzo de la Transición a la democracia (Chile).

## Producción
Pablo Larraín, director de la película, filmó en el soporte de video U-matic 3:4, que se usaba a fines de la década de 1980, para dar mayor realismo a las escenas, desechando el uso de las cámaras modernas. De esa manera consiguió que la textura y los colores de los documentales de la televisión chilena de entonces se confundieran con las escenas de ficción.

Yo crecí en los años 80, durante la dictadura. Lo que veíamos en la televisión, ese video de baja definición, era un imaginario sucio que no se podía registrar de manera prístina. La memoria colectiva está llena de esos recuerdos de oscuridad, de impureza [...] Filmar en cine o con las cámaras digitales de alta definición actuales hubiese generado una distancia con la imaginería de la época. Era importante esa fusión y ahora al verla no sé bien cuál es el material nuestro y cuál el de la televisión.
Pablo Larraín.

Asimismo, Larraín reconoció que «hay mucha nostalgia [en el filme]; el plebiscito del 5 de octubre del 88 es una fecha vértice, una fecha bisagra; está todo el pliegue de la historia chilena metida ahí, de la reciente al menos. [La clave de No está en] cómo un grupo de personas toman las herramientas creadas, impuestas por la dictadura, esas herramientas sociales e incluso políticas, y las utiliza para crear un discurso que permite finalmente derrotar a Pinochet». Además, Larraín señaló que aún quedan consecuencias del plebiscito: «Ahora, ¿es sólo la derrota de Pinochet o es también la victoria del modelo de Pinochet? Esa ambigüedad creo que es la concepción de la película».

## Guion
Pedro Peirano, guionista del filme, tomó como punto inicial la obra de teatro inédita El plebiscito, de Antonio Skármeta, al que sumó su propia investigación y la realizada por la periodista Lorena Penjean.

La obra de Skármeta, que no se conoce porque nunca ha sido estrenada, fue el punto de partida. Había un único personaje. Lo que yo hice fue desarrollarla, hablar con la gente que hizo la campaña. Fue un proceso muy interesante. La gente que estaba a favor del No hablaba fácilmente y los que votaron por el Sí sentían vergüenza [...] El motor para la adaptación fue mi propia curiosidad, saber cómo se había hecho la campaña. En la película cada personaje representa a un grupo entero de personas de la realidad. Son como arquetipos.
Pedro Peirano.

El tratamiento dado por Skármeta al tema del plebiscito de 1988 se conoce no tanto por la pieza de teatro inédita como por la posterior novela Los días del arcoíris (2011), definida por su autor como «llena de luz», que propone una mirada optimista y épica del episodio histórico, pues en palabras de Skármeta, en ella «se prueba algo fantástico. La gente unida con los artistas puede desembocar en un movimiento social que conduzca a la libertad». En cambio, los medios han destacado el tratamiento del guion de Peirano, la dirección de archivo de Eduardo Bertrán y su enfoque destinado a mostrar cómo efectivamente se creó la propaganda opositora, pues, en palabras del guionista, la película «es sobre el proceso creativo de una campaña [...] es como un cerebro, donde tú puedes ver la lógica de cómo funciona». También la prensa ha subrayado que la película exhibe matices críticos, como las paradojas del uso del lenguaje publicitario en la campaña del No, o el insinuar que, como resultado del proceso, lo medular del sistema instaurado por Augusto Pinochet sigue inalterado en Chile, siendo catalogada incluso como una película que «critica la transición» chilena de la dictadura a la democracia. De manera que la película ha sido caracterizada como una comedia negra, como un «drama negro con momentos de humor» y hasta como un «film terrible pero necesario».

## Estreno

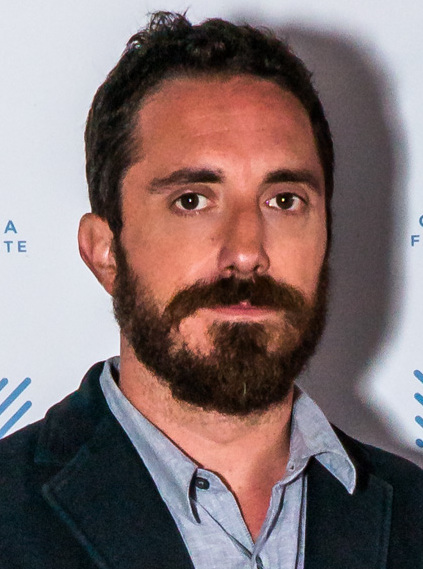
Pablo Larraín, realizador de la película

La película se estrenó el 18 de mayo de 2012 en la Quincena de Realizadores del Festival de Cine de Cannes, donde fue recibida entusiastamente por el público y recibió el mayor premio de la sección: el Art Cinema Award. El escritor Antonio Skármeta se mostró emocionado con la reacción del público por la cinta que se basó en su novela Los días del arcoíris: «Estoy muy contento de la reacción que tuvo el público. Es inusual que se expresen de la forma que lo hicieron, porque estas funciones mantienen un toque profesionalmente frío. Así que me imagino, desde la distancia, que la película los debe haber impresionado».
También se llevó a cabo un preestreno con los dirigentes estudiantiles de la Confech, entre los que estaban invitados Camila Vallejo y Giorgio Jackson. Además, asistieron el director del filme Pablo Larraín y el actor Gael García. En un diálogo con los dirigentes estudiantiles, el actor señaló que «si pudiera dedicarle a alguien esta película sería a ustedes, al movimiento estudiantil».
El 30 de julio, se realizó la avant première del filme, a la que asistieron tres expresidentes chilenos: Patricio Aylwin, Eduardo Frei Ruiz-Tagle y Ricardo Lagos. Aylwin comentó que la película «refleja lo que fue el fin de la dictadura y la recuperación de la democracia en Chile, creo que es una muy buena expresión de lo que ocurrió», mientras que Lagos señaló que «hay que entender que la vida real es la vida de un pueblo movilizado, un país que entendió que por esa vía podían derrotar a Pinochet, había que derrotar el miedo y se hizo». El 9 de agosto de 2012 se estrenó comercialmente en distintas salas de cine. Según la empresa Ultracine, la cinta registraba 160 955 espectadores hasta el 28 de agosto de 2012.
El filme fue seleccionado para representar a Chile en los Premios Óscar en la categoría «mejor película de habla no inglesa». El 21 de diciembre, No formó parte de la lista de nueve películas preseleccionadas que pasaron a la segunda fase, continuando en la carrera para ser parte de las cinco nominadas finales. El 10 de enero de 2013, No fue nominada al Óscar 2012 como «mejor película de habla no inglesa» junto a Amour de Austria, Kon-Tiki de Noruega, A Royal Affair de Dinamarca y War Witch de Canadá. La película sostiene un 93% en el sitio de críticos Rotten Tomatoes.

## Reparto
| Reparto principal          | Reparto principal   | Reparto principal |
| Actor                      | Personaje           | Notas |
| -------------------------- | ------------------- | --- |
| Gael García Bernal         | René Saavedra       | Publicista que vuelve a Chile desde su exilio en México para participar en la franja televisiva de la campaña del No en el plebiscito de 1988. |
| Alfredo Castro             | Luis «Lucho» Guzmán | Frío y pragmático dueño de la agencia donde trabaja René y jefe de la franja del Sí.                                                           |
| Luis Gnecco                | José Tomás Urrutia  | Político democratacristiano. |
| Antonia Zegers             | Verónica Carvajal   | Exesposa de René. |
| Marcial Tagle              | Alberto Arancibia   | Publicista, amigo de René |
| Néstor Cantillana          | Fernando Arancibia  | Director audiovisual |
| Jaime Vadell               | Sergio Fernández    | Ministro del Interior en 1988 |
| Pascal Montero             | Simón Saavedra      | Hijo de René Saavedra |
| Diego Muñoz                | Carlos              | Integrante de la campaña por el No |
| Paloma Moreno              | Francisca           | Integrante de movimiento político a favor del No                                                                                               |
| Paulo Brunetti             | Geovani             | Publicista de la campaña del Sí |
| Sergio Hernández           | Jefe del Ejército   | Jefe de Estado Mayor Presidencial en 1988 |
| Elsa Poblete               | Carmen              | Empleada doméstica de René Saavedra |
| Manuela Oyarzún            | Sandra              | Integrante de la campaña por el No |
| Alejandro Goic             | Ricardo             | Integrante de movimiento político a favor del No                                                                                               |
| Amparo Noguera             | Sicóloga            | Integrante de la campaña por el No |
| Patricio Achurra           | Político            | Integrante de movimiento político a favor del No                                                                                               |
| Claudia Cabezas            |                     | Integrante de movimiento político a favor del No                                                                                               |
| Pablo Ausensi              |                     | Gerente de publicidad del comercial de Free |
| Francisca Castillo         |                     | Gerenta de publicidad del comercial de Free |
| Pablo Krögh                |                     | Director de campaña a favor del No |
| Roberto Farías             | Marcelo             | Comunista y pareja de Verónica |
| Andrea Zuckermann          |                     | Directora del campaña a favor del Sí |
| César Caillet              |                     | Productor ejecutivo de Televisión Nacional de Chile                                                                                            |
| Héctor Aguilar             | Militar             | |
| Participaciones especiales |                     | |
| Invitado(a)                | Rol                 | Notas |
| César Arredondo            | Él mismo            | |
| Patricio Aylwin            | Él mismo            | |
| Patricio Bañados           | Él mismo            | |
| Cecilia Echenique          | Ella misma          | |
| Gabriela Medina            | Ella misma          | |
| Florcita Motuda            | Él mismo            | |
| Maitén Montenegro          | Ella misma          | |
| Claudio Narea              | Él mismo            | |
| Isabel Parra               | Ella misma          | |
| Javiera Parra              | Ella misma          | |
| Tati Penna                 | Ella misma          | |
| Delfina Guzmán             | Ella misma          | |
| Malucha Pinto              | Ella misma          | |
| Jorge Yáñez                | Él mismo            | |
| Osvaldo Silva              | Él mismo            | |
| Schlomit Baytelman         | Ella misma          | |
| Ana María Gazmuri          | Ella misma          | |
| Maricarmen Arrigorriaga    | Ella misma          | |
| Consuelo Holzapfel         | Ella misma          | |
| Julio Jung                 | Él mismo            | |
| María Elena Duvauchelle    | Ella misma          | |
| Eugenio Tironi             | Psicólogo           | |

## Premios y nominaciones
| Año  | Ceremonia | Premiación            | Categoría                                                    | Resultado | Ref.              |
| ---- | --------- | --------------------- | ------------------------------------------------------------ | --------- | ----------------- |
| 2012 | 85.ª      | Premios Óscar         | Mejor película extranjera                                    | Nominada  | [ 2 ] [ 3 ] [ 4 ] |
| 2013 | 55.ª      | Premios Ariel         | Mejor película iberoamericana                                | Nominada  | [ 28 ]            |
| 2012 | 65.ª      | Festival de Cannes    | Art Cinema Award (Quincena de Realizadores)                  | Ganadora  | [ 29 ]            |
| 2012 | 34.ª      | Festival de La Habana | Mejor película largometraje de ficción (Primer Premio Coral) | Ganadora  | [ 30 ] [ 31 ]     |

## No, la serie
Con 100 minutos más que la película y en 4 episodios, TVN emitió No, la serie, que contó con las actuaciones de Gael García Bernal, Antonia Zegers, Luis Gnecco, Alfredo Castro, Néstor Cantillana, Alejandro Goic, Marcial Tagle, entre otros. Esta vez en formato de serie de televisión, No se acerca más a los personajes y sus relaciones, desarrollando más sus conflictos e historias personales.

### Descripción
No acontece en un Chile dividido, el de 1988. Augusto Pinochet ha llamado a un plebiscito y el ingenioso y cínico publicista René Saavedra es convocado por la oposición para crear la campaña del NO. Saavedra, antiguo contrincante de la represión, hoy goza de la vida en una oficina de publicidad lujosa y de derecha. Saavedra, como muchos, considera que el plebiscito será un fraude más de la dictadura... ¿vale la pena perder todo lo que ha logrado, por viejos ideales que nunca llevaron a nada?. Sin embargo, un detalle cambia todo: el gobierno autorizará la emisión de una pequeña franja política televisiva de 15 minutos perdida en el horario nocturno. Aunque el oficialismo controla la televisión todo el resto del día, Saavedra es el único que tiene fe en esos escuetos minutos de libertad. En ese sentido, tuvo que luchar no solo contra la maquinaria mediática del gobierno, sino que también contra la opinión extendida dentro de la oposición, la cual planteaba que no se podía festinar con el dolor, y que su propuesta era frívola y falta de respeto por la forma de tratar ciertos temas.

### Capítulos
| Capítulo | Título                                          | Fecha de emisión    | Rating |
| --- | ----------------------------------------------- | ------------------- | ------ |
| 1 | «René acepta el desafío de trabajar para el NO» | 7 de enero de 2014  | 13,5   |
| El publicista interpretado por Gael García accede a colaborar en la campaña del No. En este capítulo, el político José Tomás Urrutia (Luis Gnecco), encargado de la campaña del No, invita a participar en ella a un tranquilo publicista, René Saavedra (Gael García Bernal). El publicista acepta la propuesta como un desafío imposible, a pesar de la indignación de su jefe, Guzmán (Alfredo Castro) y de exponerse, junto a su familia, a la mira de la dictadura. |                                                 |                     |        |
| 2 | «Publicistas en la mira»                        | 14 de enero de 2014 | 11,6   |
| El jefe de Saavedra se entera de que está en la campaña del NO y comienzan los problemas. En este capítulo de "No, la serie", Saavedra (Gael García Bernal) nota que la estrategia de centrarse en las atrocidades del régimen, no quiebra el miedo de los votantes. Y quizás usando el popular lenguaje de la publicidad, podrá convencer a los indecisos. Llega a un producto, "La Alegría", y pese a la incredulidad de muchos, planea una campaña inédita en el mundo. Sin embargo, su jefe (Alfredo Castro) se las ingenia para espiarlo y para informar a las autoridades de lo que pasa, poniendo en peligro la integridad del publicista. |                                                 |                     |        |
| 3 | «La idea de Saavedra es un peligroso éxito»     | 21 de enero de 2014 | N/A    |
| Comienzan a aparecer los buenos resultados y, con ello, los ataques. En este capítulo de "No, la serie", mientras la riesgosa campaña del NO se realiza en secreto, Saavedra (Gael García Bernal) enfrenta problemas internos donde colaboradores menos pragmáticos intentan sensibilizar una campaña que parece un comercial de Coca Cola. Cuando se estrena la campaña, el resultado confirma la idea de Saavedra. La anticuada campaña del SI, por su parte, parece una lección de todo lo que no hay que hacer. |                                                 |                     |        |
| 4 | «La alegría triunfa»                            | 28 de enero de 2014 | N/A    |
| La campaña del NO gana, pese a las amenazas contra el publicista. La campaña del SI liderada por Guzmán (Alfredo Castro) desacredita al NO y lo parodia. Sin embargo, Saavedra (Gael García Bernal) no contesta ninguna de las odiosidades. Y pese a todos los recursos del SI, el NO cala hondo en la gente. En el plano personal, Guzmán intenta debilitar a Saavedra haciendo que su hijo sea amenazado. El día de la votación se vuelve un misterio: ¿reconocerá Pinochet el triunfo del NO?. Finalmente, el triunfo del NO resulta inevitable. La alegría ha triunfado.                                                                      |                                                 |                     |        |